# Dos Caminos, Calcahualco
Dos Caminos är en ort i Mexiko.   Den ligger i kommunen Calcahualco och delstaten Veracruz, i den sydöstra delen av landet, 210 km öster om huvudstaden Mexico City. Dos Caminos ligger 2 551 meter över havet och antalet invånare är 353.
Terrängen runt Dos Caminos är bergig västerut, men österut är den kuperad. Terrängen runt Dos Caminos sluttar österut. Runt Dos Caminos är det ganska tätbefolkat, med 90 invånare per kvadratkilometer. Närmaste större samhälle är Heroica Coscomatepec de Bravo, 14,7 km öster om Dos Caminos. I omgivningarna runt Dos Caminos växer i huvudsak blandskog.